# Pelican Island (Antigua)
Pour les articles homonymes, voir Pelican Island.
Pelican Island est une île d'Antigua-et-Barbuda.

L'entrepreneur et philanthrope Allen Stanford possède plusieurs îles dont Pelican Island. Il l'aurait acheté $17 million en 2008.